# Meuro
Meuro is een ortsteil van de stad Bad Schmiedeberg in de Duitse deelstaat Saksen-Anhalt. De plaats ligt ongeveer 20 kilometer zuidoostelijk van Lutherstadt Wittenberg aan de noordrande van de Dübener Heide. Tot 1 juli 2009 was Meuro, met de ortsteilen Ogkeln, Sackwitz en Scholis, een zelfstandige gemeente in de Landkreis Wittenberg.